# Fridtjof Petzold
Fridtjof Petzold (Werdau, 9 april 1997) is een Duits langebaanschaatser. De massastart is zijn beste discipline. Hierop heeft hij in 2025 in Calgary een zilveren medaille gewonnen bij wereldbekerwedstrijden.

## Records

### Persoonlijke records
| Afstand     | Tijd     | Datum           | Baan      |
| ----------- | -------- | --------------- | --------- |
| 500 meter   | 38,00    | 2 december 2017 | Berlijn   |
| 1000 meter  | 1.14,10  | 3 maart 2019    | Inzell    |
| 1500 meter  | 1.50,44  | 27 oktober 2024 | Inzell    |
| 3000 meter  | 3.45,81  | 23 oktober 2021 | Inzell    |
| 5000 meter  | 6.10,98  | 31 januaro 2025 | Milwaukee |
| 10000 meter | 13.01,78 | 26 oktober 2024 | Inzell    |

(laatst bijgewerkt: 1 februari 2025)

## Resultaten
| Jaar | EK Allround             | WK Afstanden             |
| ---- | ----------------------- | ------------------------ |
| 2023 |                         | 10e 10000m               |
| 2024 |                         | HF11e massastart         |
| 2025 | NC14 (18e, 12e, 14e, -) | 15e 5000m 17e massastart |

(#, #, #, #) = afstandspositie op allroundtoernooi (500m, 5000m, 1500m, 10000m).
NC14 = niet gekwalificeerd voor de laatste afstand, maar wel als 14e geklasseerd in de eindrangschikking